# Niederndorferberg
Niederndorferberg ist eine Gemeinde mit 726 Einwohnern (Stand 1. Jänner 2025) im Bezirk Kufstein in Tirol (Österreich). Die Gemeinde liegt im Gerichtsbezirk Kufstein.

## Geografie

### Lage
Niederndorferberg ist eine Höhensiedlung oberhalb des Unterinntals und an der Grenze zu Bayern gelegen. Das Besiedlungsgebiet erstreckt sich über mehrere Streusiedlungen, die sich teilweise zu Weilern verdichtet haben zwischen dem Inntal und der Wildbichler Straße B 175, die nach Sachrang in Bayern führt.

### Gemeindegliederung
Das Gemeindegebiet umfasst folgende fünf Ortschaften (in Klammern Einwohnerzahl Stand 1. Jänner 2025):
- Eiberg (161)
- Gränzing (141)
- Hausern (160)
- Noppenberg (140)
- Praschberg (124)

Die Gemeinde besteht aus der Katastralgemeinde Niederndorferberg.

### Nachbargemeinden
| Erl         |                                             | Aschau im Chiemgau (Bayern) |
| Niederndorf | Kompassrose, die auf Nachbargemeinden zeigt | Rettenschöss                |
|             | Ebbs                                        |                             |

## Geschichte
Schon um 1240 wurden im bayrischen Herzogsurbar zwölf Urhöfe hier genannt. Die Gegend ging 1504 an Tirol über. Es herrschten anfangs die mittelalterlichen Herren von Ebbs über dieses Gebiet, daher trug die Gemeinde bis 1863 den Namen „Ebbserberg“.

### Bevölkerungsentwicklung
Von 1981 bis 2001 wurde die negative Wanderungsbilanz durch die Geburtenbilanz ausgeglichen. Seit 2001 ist auch die Wanderungsbilanz positiv.

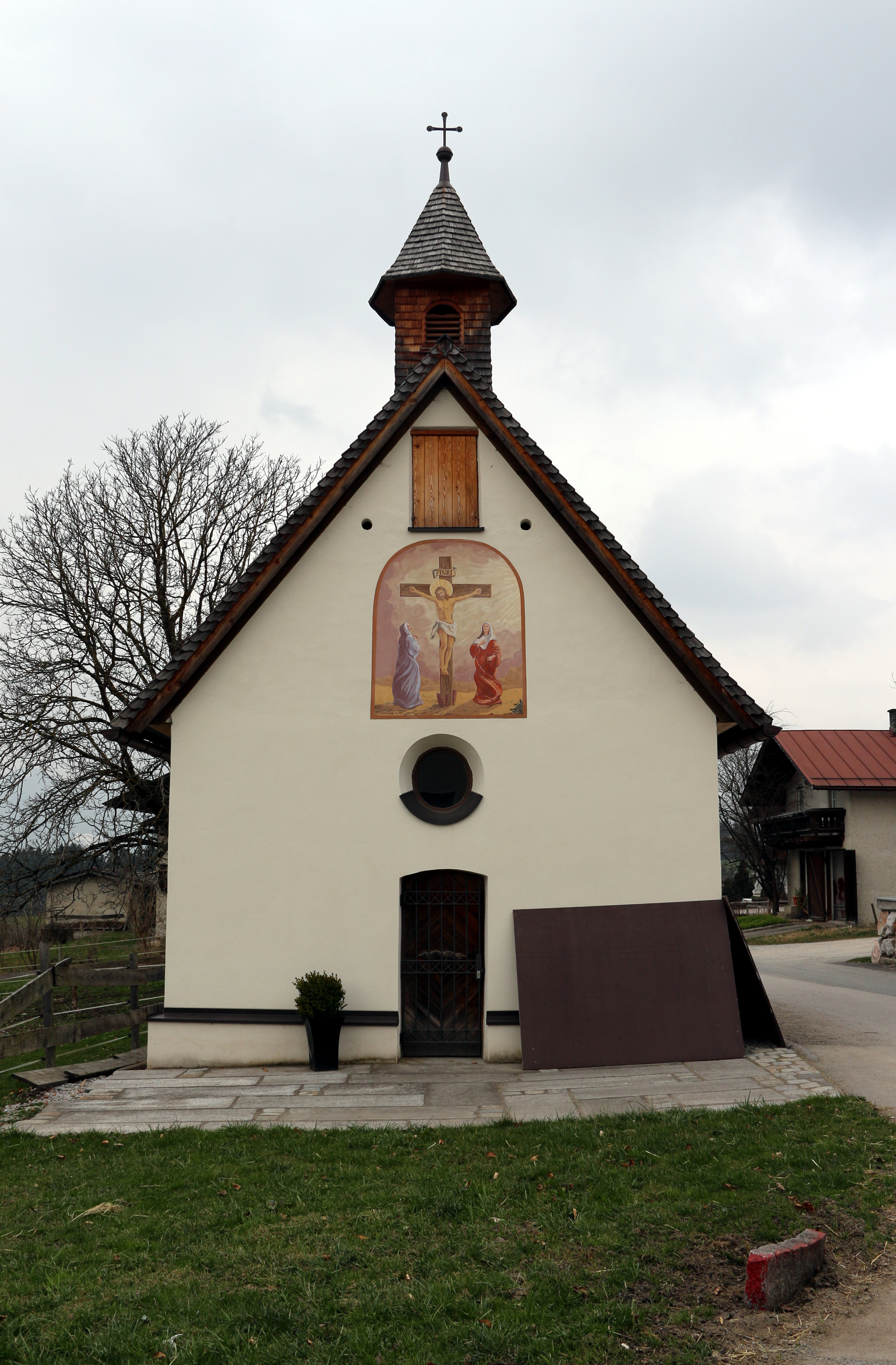
Noppenbergkapelle

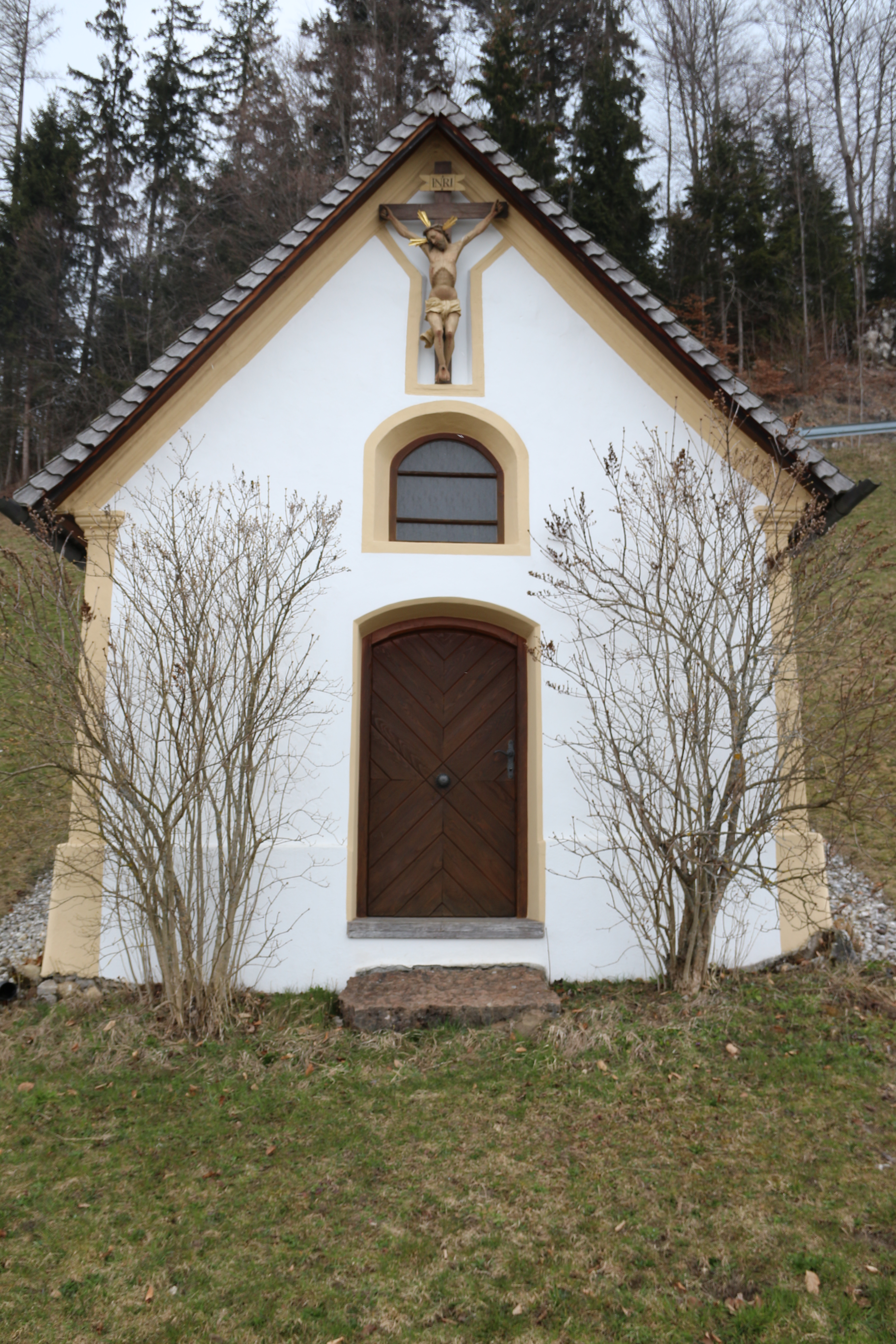
Lampenkapelle

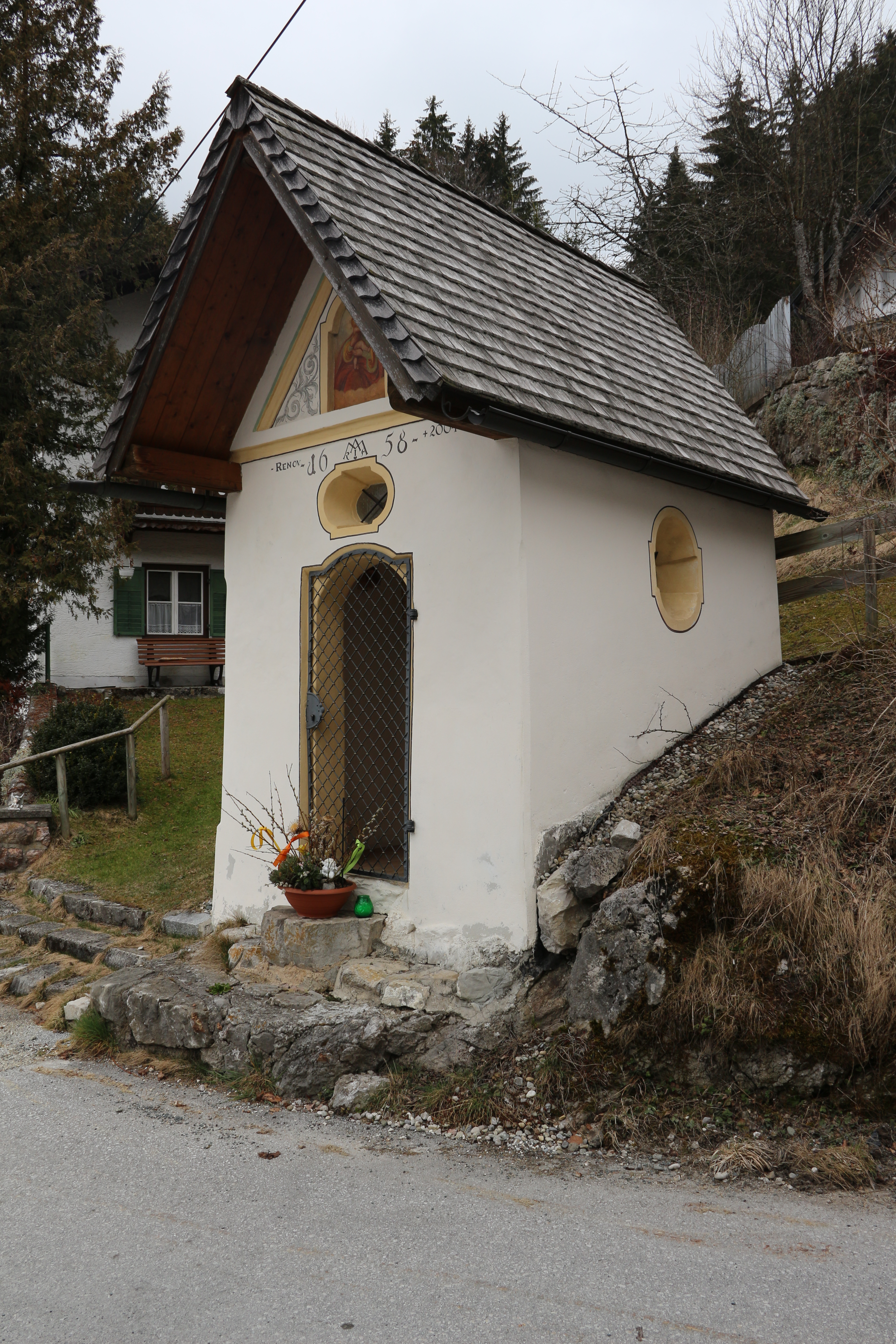
Kapelle Wildbichl

| Niederndorferberg: Einwohnerzahlen von 1869 bis 2024 | Niederndorferberg: Einwohnerzahlen von 1869 bis 2024 | Niederndorferberg: Einwohnerzahlen von 1869 bis 2024 | Niederndorferberg: Einwohnerzahlen von 1869 bis 2024 | Niederndorferberg: Einwohnerzahlen von 1869 bis 2024 |
| ---------------------------------------------------- | ---------------------------------------------------- | ---------------------------------------------------- | ---------------------------------------------------- | ---------------------------------------------------- |
| Jahr                                                 |                                                      |                                                      |                                                      | Einwohner                                            |
| 1869                                                 | 1869                                                 |                                                      | 481                                                  | 481                                                  |
| 1880                                                 | 1880                                                 |                                                      | 437                                                  | 437                                                  |
| 1890                                                 | 1890                                                 |                                                      | 409                                                  | 409                                                  |
| 1900                                                 | 1900                                                 |                                                      | 421                                                  | 421                                                  |
| 1910                                                 | 1910                                                 |                                                      | 418                                                  | 418                                                  |
| 1923                                                 | 1923                                                 |                                                      | 443                                                  | 443                                                  |
| 1934                                                 | 1934                                                 |                                                      | 441                                                  | 441                                                  |
| 1939                                                 | 1939                                                 |                                                      | 464                                                  | 464                                                  |
| 1951                                                 | 1951                                                 |                                                      | 496                                                  | 496                                                  |
| 1961                                                 | 1961                                                 |                                                      | 511                                                  | 511                                                  |
| 1971                                                 | 1971                                                 |                                                      | 540                                                  | 540                                                  |
| 1981                                                 | 1981                                                 |                                                      | 567                                                  | 567                                                  |
| 1991                                                 | 1991                                                 |                                                      | 595                                                  | 595                                                  |
| 2001                                                 | 2001                                                 |                                                      | 607                                                  | 607                                                  |
| 2011                                                 | 2011                                                 |                                                      | 663                                                  | 663                                                  |
| 2021                                                 | 2021                                                 |                                                      | 726                                                  | 726                                                  |
| 2024                                                 | 2024                                                 |                                                      | 735                                                  | 735                                                  |
| Quelle(n): Statistik Austria, Gebietsstand 1.1.2021  |                                                      |                                                      |                                                      |                                                      |

## Kultur und Sehenswürdigkeiten
- Noppenbergkapelle
- Lampenkapelle
- Kapelle Windbichl

## Wirtschaft und Infrastruktur
Im Weiler Wildbichl gibt es in einem Wildpark Tiere aus der Alpenregion und einen Pflanzenlehrpfad.
Weithin bekannt ist die Sennerei Hatzenstädt, die bei mehreren Käsereiwettbewerben Preise bekommen hat. Technisch interessant ist der Milchtransport von den Höfen am Niederndorferberg zur Sennerei. Er erfolgt über ein sternförmiges Netz von Materialseilbahnen. Oberhalb von Hatzenstädt gibt es dafür eine Umladestation.
Die Gemeinde ist Mitglied des Tourismusverbandes Kufsteinerland.

## Politik

### Gemeinderat
In den Gemeinderat werden 11 Gemeinderäte gewählt.
| Partei                                                | 2010  | 2010    | 2016  | 2016    | 2022  | 2022    |
| Partei                                                | %     | Mandate | %     | Mandate | %     | Mandate |
| ----------------------------------------------------- | ----- | ------- | ----- | ------- | ----- | ------- |
| Aktive Liste Niederndorferberg (ALN)                  | 48,22 | 6       | 33,33 | 4       | 39,81 | 4       |
| Neue Berger Gemeinschaftsliste (NBGL)                 |       |         | 42,31 | 5       | 36,45 | 4       |
| Parteifreie Gemeinschaftsliste (PGL)                  |       |         |       |         | 23,74 | 3       |
| Parteifreie und Freiheitliche Gemeinschaftsliste      |       |         | 24,36 | 2       |       |         |
| Neue Berger Liste                                     | 14,68 | 2       |       |         |       |         |
| Freiheitliche und Parteifreie Liste Niederndorferberg | 10,27 | 1       |       |         |       |         |
| Niederndorferberger Liste                             | 10,06 | 1       |       |         |       |         |
| Gemeinschaftsliste der Frauen Niederndorferberg       | 9,85  | 1       |       |         |       |         |
| Niederndorferberger Einheitsliste                     | 6,92  | 0       |       |         |       |         |

### Bürgermeister
Die Bürgermeister seit 1919 waren:
- 1919–1922 Johann Hörfarter
- 1923–1928 Michael Danner
- 1929–1935 Georg Buchauer
- 1936–1945 Georg Mayr
- 1945–1950 Georg Buchauer
- 1950–1968 Wolfgang Schwaighofer
- 1968–1972 Josef Kirchner
- 1973–1974 Otto Baumgartner
- 1974–1998 Georg Schwaighofer
- 1998–2004 Sebastian Mayr
- 2004–2012 Wolfgang Baumgartner
- seit 2012 Elisabeth Daxauer

Nach dem Rücktritt von Bürgermeister Wolfgang Baumgartner wurde am 24. Februar 2012 mit 231 zu 191 Stimmen Elisabeth Daxauer als erste Frau zur neuen Bürgermeisterin von Niederndorferberg gewählt.

### Wappen
Der Gemeinde wurde 1981 folgendes Wappen verliehen: In Rot ein blau-weiß gerauteter Sparren.
Der Sparren erinnert an die Herren von Ebbs und an den bis 1863 geführten Gemeindenamen „Ebbsberg“.
Die Gemeindefarben sind rot-weiß.